# Spring Session M
| Críticas profissionais                                                      | Críticas profissionais |
| Avaliações da crítica                                                       | Avaliações da crítica  |
| Fonte                                                                       | Avaliação              |
| --------------------------------------------------------------------------- | ---------------------- |
| All Music Guide                                                             | link                   |
| Robert Christgau                                                            | (C+) link              |
| Esta tabela precisa de ser acompanhada por texto em prosa. Consulte o guia. |                        |

Spring Session M é o álbum de estreia da banda estadunidense de new wave Missing Persons, lançado em 1982.

## Faixas
Todas as faixas por Terry Bozzio e Warren Cuccurullo, exceto onde indicado.
1. "Noticeable One" – 3:24
2. "Windows" (Dale Bozzio, Terry Bozzio) – 4:59
3. "It Ain't None of Your Business" – 2:55
4. "Destination Unknown" (Terry Bozzio, Dale Bozzio, Warren Cuccurullo) – 3:35
5. "Walking in L.A." (T. Bozzio) – 3:59
6. "U.S. Drag" – 3:37
7. "Tears" (T. Bozzio) – 4:21
8. "Here and Now" – 3:28
9. "Words" – 4:26
10. "Bad Streets" (T. Bozzio) – 3:41
11. "Rock & Roll Suspension" – 2:36
12. "No Way Out" – 2:45